# فالنتين مادواس
فالنتين مادواس (بالفرنسية: Valentin Madouas)‏ (و. 1996  م) هو راكب دراجة هوائية فرنسي، ولد في بريست.

## سباقات أو مراحل فاز بها
| التاريخ        | السباق                                   | المركز                                                                   |
| -------------- | ---------------------------------------- | ------------------------------------------------------------------------ |
| 13 أغسطس 2016  | طواف أين 2016                            | السادس في تصنيف أفضل شاب                                                 |
| 12 أغسطس 2017  | طواف أين 2017                            | السابع في تصنيف أفضل شاب                                                 |
| 27 أغسطس 2017  | تور دي أفينير 2017                       | المرتبة 15 في التصنيف العام، السابع في تصنيف الجبال                      |
| 10 سبتمبر 2017 | طواف دوبس 2017                           | الثامن في التصنيف العام                                                  |
| 01 يناير 2018  | كأس فرنسا لركوب الدراجات على الطريق 2018 | العاشر في تصنيف النقاط، الثالث في تصنيف أفضل شاب                         |
| 28 يناير 2018  | سباق جائزة لا مارسيليس الكبرى 2018       | السابع في التصنيف العام                                                  |
| 04 فبراير 2018 | نجم بسجس 2018                            | الثاني في تصنيف أفضل شاب                                                 |
| 18 فبراير 2018 | طواف هوت فار 2018                        | الأول في تصنيف أفضل شاب، الرابع في التصنيف العام، السادس في تصنيف النقاط |
| 03 مارس 2018   | ستراد بينك 2018                          | المرتبة 20 في التصنيف العام                                              |
| 07 أبريل 2018  | طواف إقليم الباسك 2018                   | الخامس في تصنيف أفضل شاب                                                 |
| 10 أبريل 2018  | باريس-كاممبير 2018                       | الثاني في التصنيف العام                                                  |
| 17 يونيو 2018  | روتي دو سود 2018                         | الأول في تصنيف أفضل شاب، الثامن في التصنيف العام                         |
| 04 أكتوبر 2018 | باريس بورج 2018                          | الفائز في التصنيف العام                                                  |
| 10 فبراير 2019 | نجم بسجس 2019                            | الأول في تصنيف أفضل شاب، الثامن في التصنيف العام                         |
| 15 أغسطس 2021  | بولينورماند 2021                         | الفائز في التصنيف العام                                                  |
| 04 سبتمبر 2021 | تور دو جورا سايكليست 2021                |                                                                          |
| 02 أكتوبر 2021 | لوار أتلانتيك الكلاسيكي 2021             |                                                                          |
| 17 أكتوبر 2021 | 2021 Boucles de l'Aulne                  |                                                                          |
| 13 مارس 2022   | باريس-نيس 2022                           | الأول في تصنيف الجبال                                                    |
| 19 أغسطس 2022  | طواف ليموزين 2022                        | الأول في تصنيف الجبال، الرابع في التصنيف العام                           |
| 04 سبتمبر 2022 | طواف دوبس 2022                           | الفائز في التصنيف العام                                                  |
| 25 يونيو 2023  | سباق الطريق للرجال في بطولة فرنسا 2023   | الفائز في التصنيف العام                                                  |
| 03 سبتمبر 2023 | جي بي واست-فرنسا 2023                    | الفائز في التصنيف العام                                                  |

## روابط خارجية
- فالنتين مادواس على موقع الاتحاد الدولي للدراجات (الإنجليزية)
- فالنتين مادواس على موقع أرشيف الدراجات (الإنجليزية)
- فالنتين مادواس على موقع إحصائيات الدراجات الإحترافية (الإنجليزية)
- فالنتين مادواس على موقع نسبة الدراجات (الإنجليزية)
- فالنتين مادواس على موقع CycleBase (الإنجليزية)